# 理查德·格雷厄姆 (橄榄球运动员)
理查德·格雷厄姆（英語：Richard Graham，1972年8月5日—），澳大利亚男子橄榄球运动员。他曾代表澳大利亚七人制国家队参加1998年和2002年英联邦运动会七人制橄榄球比赛，获得一枚铜牌。